# Dumitru Focșeneanu
Dumitru Focșeneanu (n. 8 noiembrie 1935, Breaza, România – d. 20 iunie 2019, Ploiești, România) a fost un bober român, care a concurat în cadrul competițiilor de bob de la sfârșitul anilor '60 și începutul anilor '70 ai secolului al XX-lea. El este multiplu medaliat la campionatele mondiale și europene.

## Carieră
Împreună cu pilotul Ion Panțuru, a câștigat două medalii în competițiile de bob - 2 persoane din cadrul campionatelor mondiale și anume: argint la Campionatul Mondial din 1969 și bronz la Campionatul Mondial din 1973.
La Jocurile Olimpice de la Sapporo (1972), Dumitru Focșeneanu a făcut parte din echipa de bob-2 România II (împreună cu pilotul Dragoș Panaitescu) - clasată pe locul 12 și din cea de bob-4 (împreună cu Ion Panțuru, Ion Zangor și Dumitru Pascu) - clasată pe locul 10.
În plus, în 1971, la Innsbruck, Dumitru Focșeneanu a cucerit titlul european la bob-4, alături de Ion Panțuru, Dumitru Pascu și Ion Zangor.

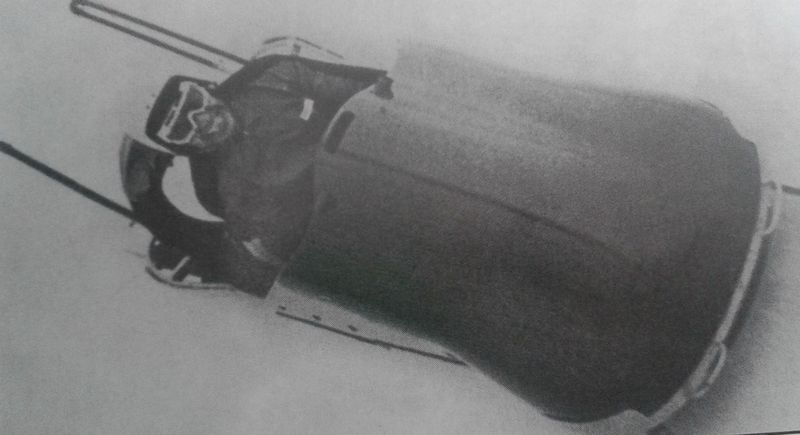
La Campionatul Mondial din 1969
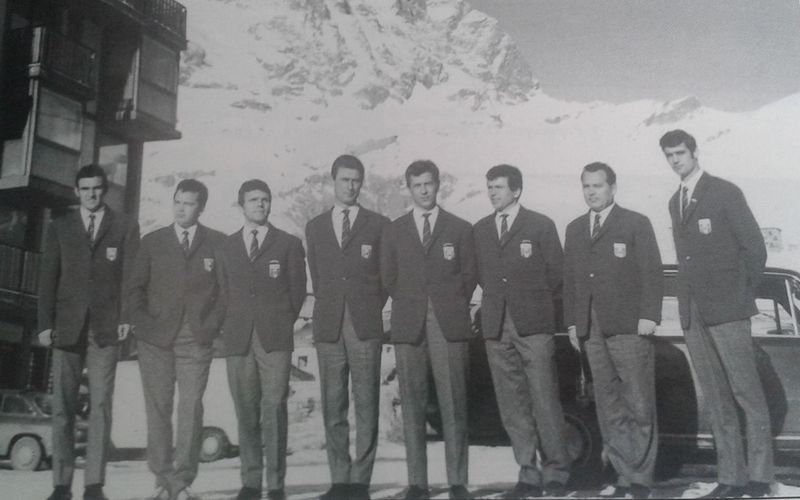
La Campionatul Mondial din 1969

## Distincții
- Medalia Națională “Pentru Merit” clasa a III-a (2000)[4]
- Cetățean de onoare al Sinăii (2004)[5]